# Головний кооперативний комітет при РНК УСРР
Головний кооперативний комітет при РНК УСРР (Головкооперком) — організація, створена на підставі положення РНК УСРР від 6 червня 1921 "Про Головний кооперативний комітет". Мав розгалужену мережу кооперативних організацій на місцях. Головна функція Головкооперкому та його місц. органів полягала в керівництві всіма видами кооперації в Україні, контролі за їхньою діяльністю. Головкооперком і його губернські та окружні комітети мали у своєму складі реєстрові, юридичні, кодифікаційні комісії з правом розробляння та подання проєктів законодавчих актів про вдосконалення й розвиток кооперативної справи в Україні. Вони могли ліквідовувати, реорганізовувати, утворювати нові кооперативні організації та об'єднання. Головкооперком та його місцеві органи й деякі кооперативні структури мали свої статути. Діяльність центральних та місцевих кооперкомів сприяла розвитку кооперативного будівництва. Утвердження централізованого державне управління наприкінці 1920-х рр. призвело до згортання діяльності ринкових інституцій. 23 березня 1931 Головкооперком і його органи на місцях були ліквідовані.